# Wojciech Staroń
Wojciech Staroń est un directeur de la photographie et réalisateur polonais de films documentaires né le 9 décembre 1973 à Ostrowiec Świętokrzyski en Pologne.

## Filmographie

### Réalisateur
- 1998 : La Leçon sibérienne (Syberyjska lekcja)
- 1999 : A Time to Live (Czas trwania)
- 2001 : El Misionero
- 2005 : For a while (Na chwile)
- 2011 : Argentinian Lesson (Argentynska lekcja)
- 2015 : Brothers (Bracia)

### Directeur de la photographie
- 2006 : La Place du Saint-Sauveur de Krzysztof Krauze et Joanna Kos-Krauze
- 2011 : El premio de Paula Markovitch
- 2014 : Refugiado de Diego Lerman
- 2017 : Una especie de familia de Diego Lerman